# Wapień dębnicki

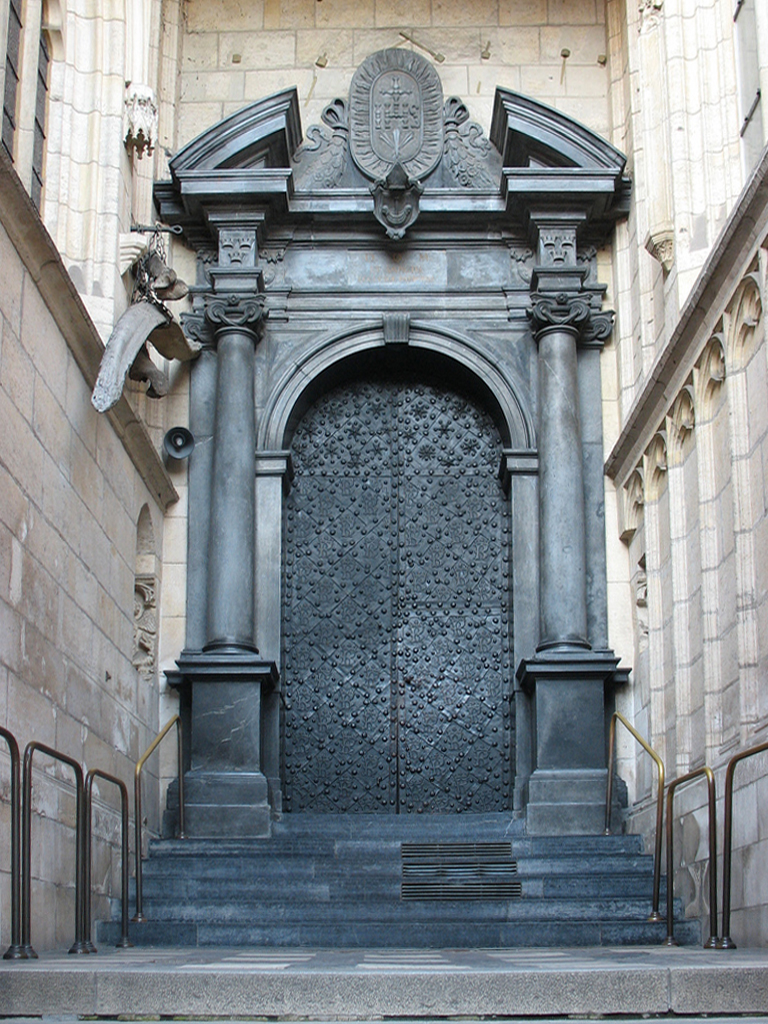
Portal z wapienia dębnickiego. Katedra wawelska

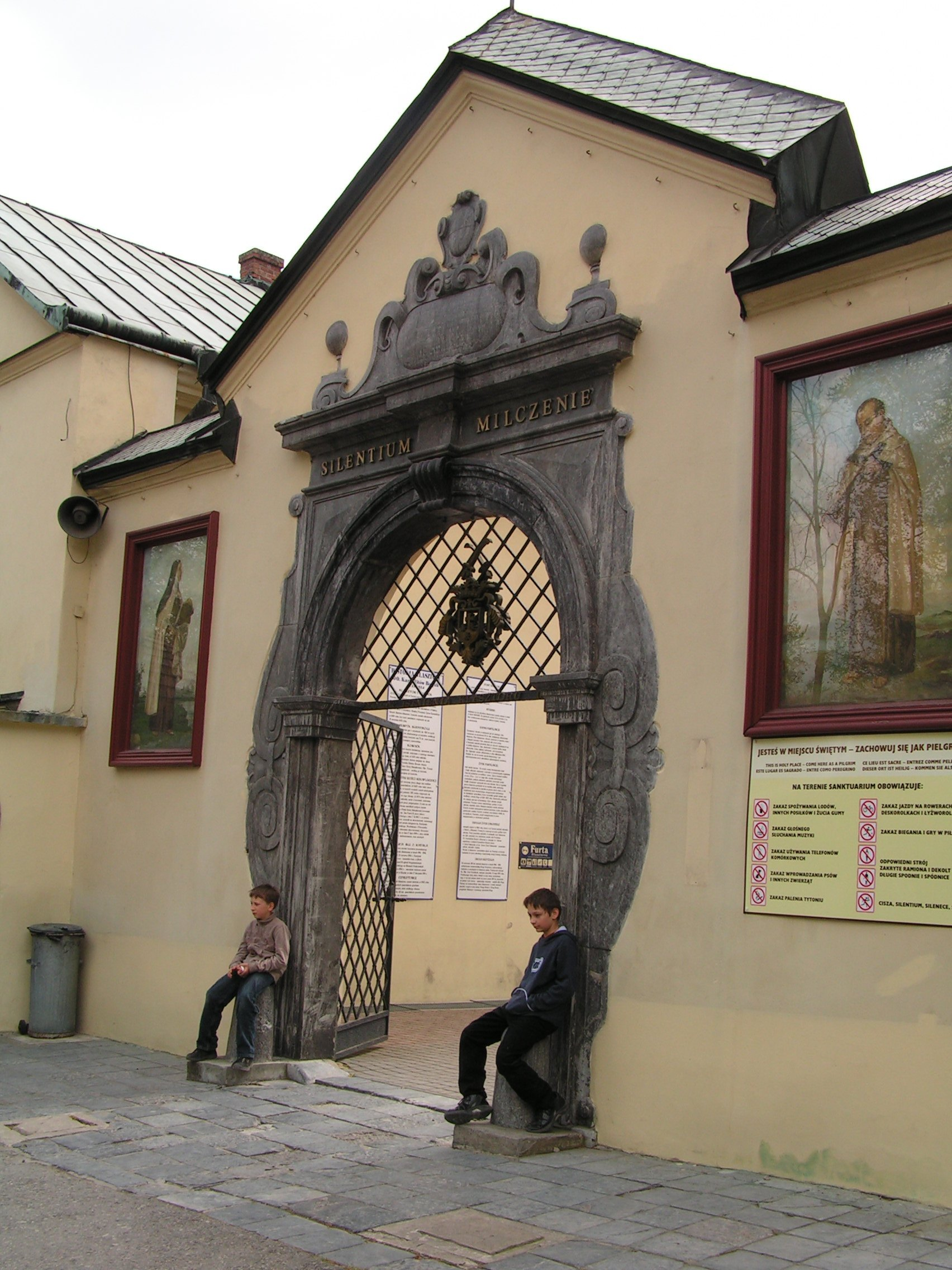
Portal z wapienia dębnickiego. Klasztor w Czernej

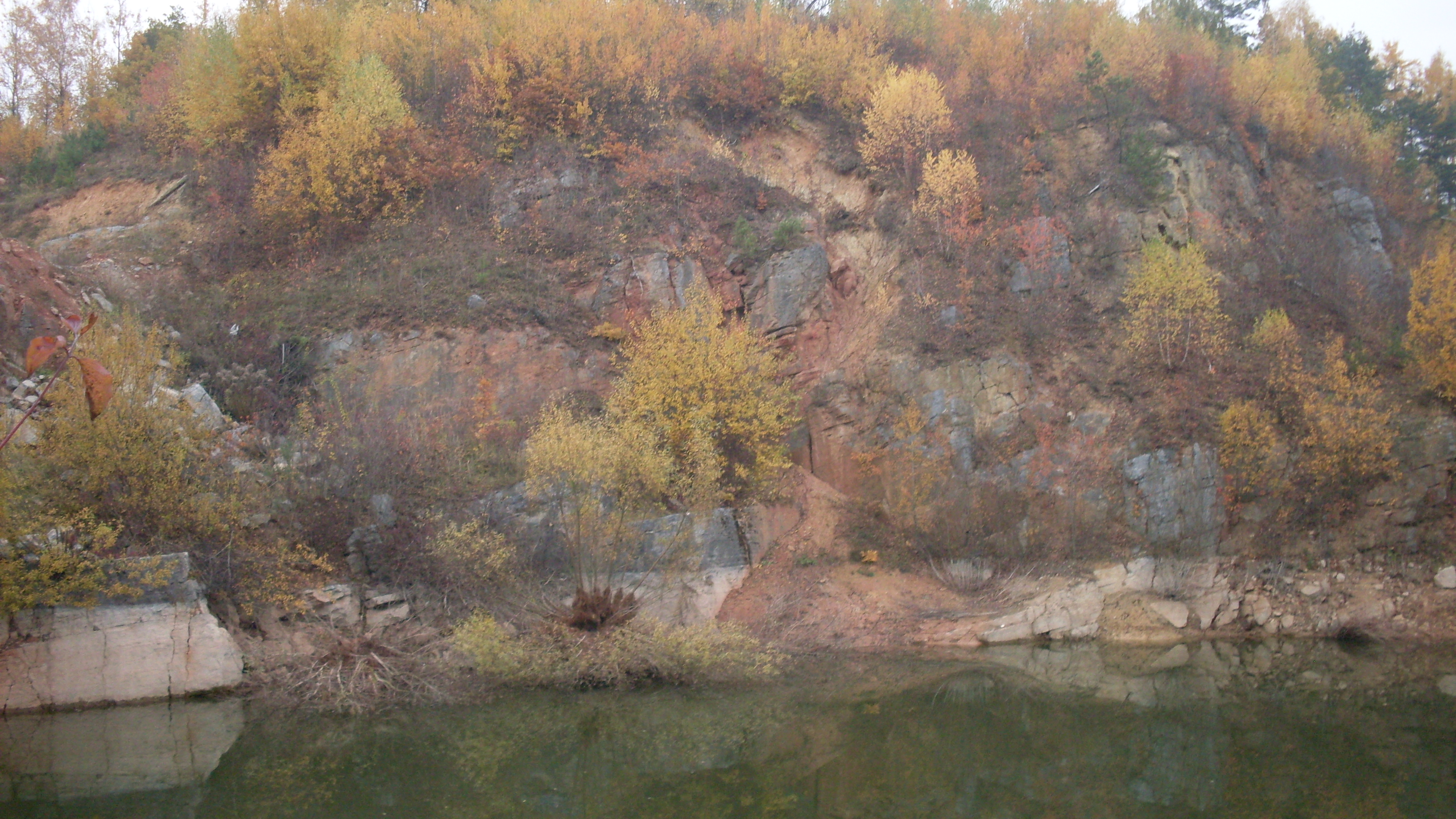
Karmelicka Góra – kamieniołom

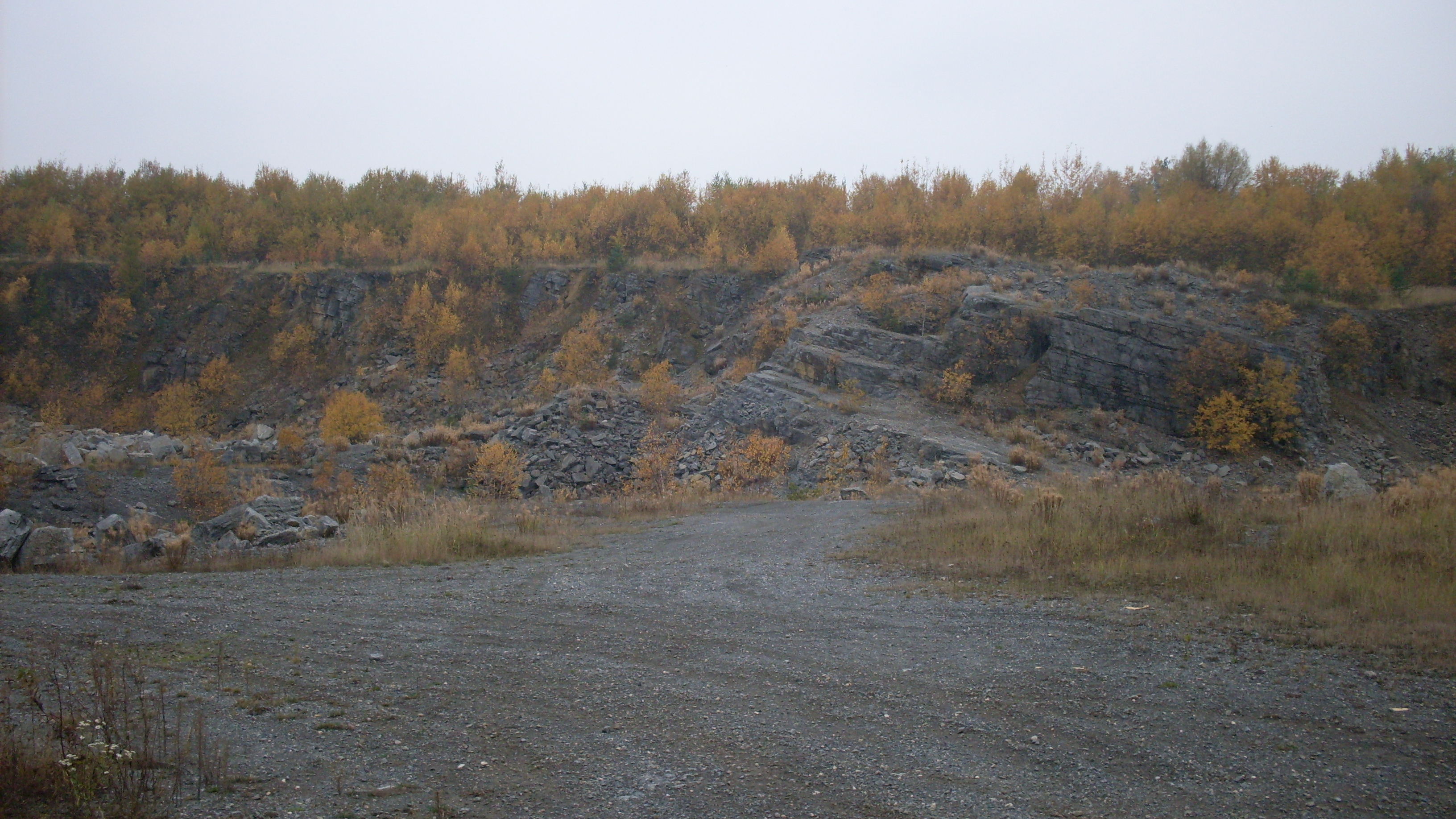
Nieczynny kamieniołom Dębnik

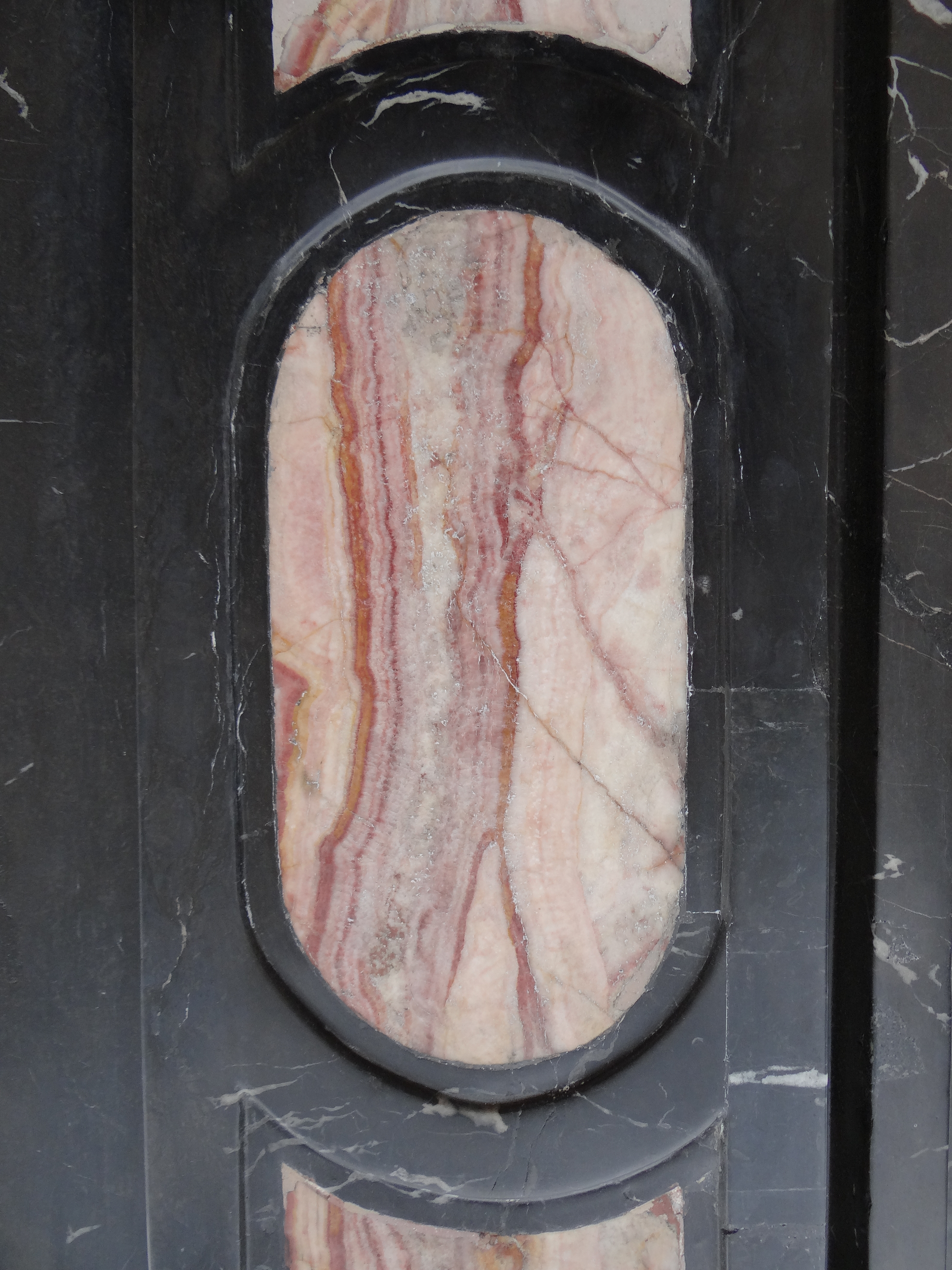
Fragment portalu z czarnego wapienia dębnickiego, intarsjowany wiśniowym brekcjowo–żyłkowym, karbońskim wapieniem paczółtowickim. Kościół św. Wojciecha w Krakowie.

Wapień dębnicki (pot. marmur dębnicki, czarny marmur) – dewoński (żywecki) krystaliczny wapień (skała osadowa) wydobywany w kamieniołomie w Dębniku, w kolorze od szarego do czarnego, wykorzystywany (zwłaszcza w XVII i XVIII wieku) w kamieniarstwie, jako materiał okładzinowy i zdobniczy. Stosowany był głównie w barokowych kościołach, a wykonywano z niego portale, ołtarze, posadzki itd. Nazwa „marmur” jest zwyczajowa i powstała ze względu na fakt, iż skała ta uzyskuje bardzo dobry poler, co upodabnia ją pod względem wyglądu do marmuru (wapienia krystalicznego).

## Właściwości
- Ciężar objętościowy: 2,66–2,68 G/cm³
- Wytrzymałość na ściskanie: 736–1027 kG/cm²
- Ścieralność na tarczy Boehmego: 0,47–0,52 cm
- Nasiąkliwość: 0,18-0,32%
- Mrozoodporność: całkowita
- Przełam: równy

Daje się polerować, jednak z czasem matowieje i przybiera jasnoszarą barwę.

## Historia wydobycia i zastosowania
Kamieniołom w Dębniku eksploatowany był według jednych źródeł od XIV, według innych od XVII wieku. Od 1631 złoża stanowiły własność klasztoru w Czernej, który zarządzał nimi w latach 1644–1787. Od 1787 do 1794 kamieniołom był dzierżawiony przez króla Stanisława Augusta Poniatowskiego.
Marmur dębnicki stał się popularny w czasach panowania Wazów, w wiekach XVII i XVIII. Wykonywano z niego całe wnętrza kaplic, portale, ołtarze, nagrobki, epitafia, posadzki, chrzcielnice, balustrady, przy czym dla XVII wieku typowe były portale i odrzwia, a dla XVIII – ołtarze. Dodatkowo wyroby te często były inkrustowane „marmurem” białym (także wydobywanym w Czernej) oraz różowym (z pobliskich Paczółtowic). Prawdopodobnie do rozpowszechnienia się mody na ten materiał przyczynił się Giovanni Trevano, który wykorzystał go podczas odbudowy spalonego skrzydła zamku wawelskiego. Około 1630 z marmuru dębnickiego wykonano wnętrze kaplicy Zbaraskich przy kościele dominikanów w Krakowie, ok. 1648 wykorzystano go w kaplicy Batorego na Wawelu, ok. 1685 w kaplicach kościoła Mariackiego zamontowano portale.
Najwięcej wyrobów z marmuru dębnickiego powstało w Krakowie; drugim dużym skupiskiem dzieł z tego kamienia jest klasztor w Czernej. Dzieła często odkuwane były na miejscu, w Dębniku, przez warsztat kierowany przez Polaków (jedynie pierwszym kierownikiem był Włoch, Bartłomiej Stopano). Około połowy XVII wieku w Dębniku działali Wojciech i Jacek Zelascy, mistrzowie kamieniarscy, których sygnatury można odnaleźć na części ich dzieł (np. na antependium ołtarza św. Szymona z Lipnicy w kościele bernardynów w Krakowie). Do innych miejscowości, w których zastosowano czarny marmur należą m.in. Głogówek, Miechów, Olkusz, Tarnów, Mielec, Sanok, Łańcut, Przeworsk, Jarosław, Lublin, Gdańsk. Wyroby z tego kamienia powstawały także poza granicami Polski (wykonany jest z niego np. ołtarz główny katedry św. Szczepana w Wiedniu z lat 40. XVII wieku).
Moda na czarny marmur trwała do końca XVIII wieku. W XIX wieku sięgano po niego rzadko (służył głównie jako materiał na nagrobki i epitafia). W XX wieku, w okresie PRL-u, marmur dębnicki przerabiany był na płyty posadzkowe i kruszywa.